# CJ HK Entertainment
CJ HK Entertainment là một công ty kinh doanh trong lĩnh vực phim ảnh tại Việt Nam, chuyên sản xuất, phát hành và truyền thông các phim điện ảnh tại thị trường Việt Nam. Đây là một công ty con thuộc công ty CJ ENM, được thành lập vào năm 2017 dưới hình thức liên doanh giữa chính CJ ENM và HKFilm.

## Lịch sử

### 2012–2015: Giai đoạn phát triển
Ban đầu, CJ ENM hoạt động tại Việt Nam thông qua một văn phòng đại diện chuyên phụ trách phát hành các phim điện ảnh Hàn Quốc. Trong vòng bốn năm tiếp theo, đơn vị này đã phát hành hơn 20 bộ phim Hàn Quốc tại Việt Nam, trong đó có một số tác phẩm đạt thành tích doanh thu đáng kể như Sói (2012), Kỳ án truyện tranh (2013) và Miss Granny (2014).
Sau thời gian khảo sát và tìm hiểu thị trường, CJ ENM bắt đầu mở rộng lĩnh vực hoạt động sang sản xuất phim vào năm 2014, với dự án đầu tay là Để mai tính 2. Ngay lập tức, phim đã nhanh chóng đạt thành công thương mại, ghi nhận hơn 1,5 triệu lượt vé bán ra và tổng doanh thu trên 100 tỷ đồng, trở thành một trong những phim Việt có doanh thu cao nhất thời điểm đó. Vào tháng 1 năm 2015, văn phòng đại diện chính thức được chuyển đổi thành Công ty TNHH CJ ENM Việt Nam. Cũng trong năm này, công ty chính thức thành lập bộ phận sản xuất phim trong nước. CJ ENM Việt Nam đã cùng phối hợp sản xuất với HKFilm để sản xuất và ra mắt Em là bà nội của anh, và đây cũng chính là một trong những phim Việt Nam có doanh thu cao nhất năm 2015, với doanh thu xấp xỉ 102 tỷ đồng.

### 2017–nay: Giai đoạn thành lập và sau này
Năm 2017, CJ ENM Việt Nam được tái cấu trúc và đổi tên thành CJ HK Entertainment, đánh dấu việc thành lập một công ty liên doanh giữa CJ ENM và HKFilm. Việc thành lập liên doanh này kế thừa quá trình hợp tác sản xuất trước đó giữa hai đơn vị từ năm 2014. Từ thời điểm chuyển đổi, đơn vị đã bắt đầu mở rộng hoạt động trong lĩnh vực phát hành phim, không chỉ giới thiệu các bộ phim do CJ ENM Hàn Quốc sản xuất mà còn phát hành thêm nhiều tác phẩm điện ảnh quốc tế thuộc nhiều thể loại và quốc gia khác nhau tại thị trường Việt Nam.

## Danh sách phim

### Sản xuất
| Năm  | Tựa đề                | Đạo diễn           | Đồng sản xuất                                                  | Ghi chú | Tham khảo |
| ---- | --------------------- | ------------------ | -------------------------------------------------------------- | ------- | --------- |
| 2014 | Để Mai tính 2         | Charlie Nguyễn     | Hãng phim Chánh Phương, EarlyRisers Media Group, Galaxy Studio | [ a ]   |           |
| 2015 | Em là bà nội của anh  | Phan Gia Nhật Linh | HKFilm                                                         | [ b ]   |           |
| 2015 | Bộ ba rắc rối         | Võ Tấn Bình        | —                                                              | [ a ]   |           |
| 2016 | Cô hầu gái            | Derek Nguyen       | HKFilm                                                         | [ b ]   |           |
| 2016 | Truy sát              | Cường Ngô          | —                                                              | [ a ]   |           |
| 2017 | Yêu đi, đừng sợ!      | Stephane Gauger    | HKFilm                                                         | [ b ]   |           |
| 2017 | Cô gái đến từ hôm qua | Phan Gia Nhật Linh | Yeah1 Group                                                    | [ a ]   |           |
| 2018 | Tháng năm rực rỡ      | Nguyễn Quang Dũng  |                                                                | [ c ]   |           |
| 2018 | Chàng vợ của em       | Charlie Nguyễn     |                                                                |         |           |
| 2018 | Người bất tử          | Victor Vũ          |                                                                |         |           |
| 2019 | Ước hẹn mùa thu       | Nguyễn Quang Dũng  |                                                                |         |           |
| 2019 | Thưa mẹ con đi        | Trịnh Đình Lê Minh |                                                                |         |           |
| 2019 | Hoa hậu giang hồ      | Lương Mạnh Hải     |                                                                |         |           |
| 2019 | Anh trai yêu quái     | Vũ Ngọc Phượng     |                                                                |         |           |
| 2019 | Anh thầy ngôi sao     | Đức Thịnh          |                                                                |         |           |
| 2019 | Vu quy đại náo        | Lê Thiện Viễn      |                                                                |         |           |
| 2019 | Vệ sĩ Sài Gòn         | Ken Ochiai         |                                                                |         |           |
| 2020 | Ròm                   | Trần Thanh Huy     | HKFilm, Red Ruby, East Films                                   |         |           |